# Жорнище (Вінницький район)
Жо́рнище — село в Україні, у Іллінецькій міській громаді Вінницького району Вінницької області. Жорнище розташоване на притоках річки Сібок. Річка Семирічка, ще тече через село, починається за Бондурівкою, колишнього Брацлавського повіту, і впадає в Сібок навпроти с. Лугової, за дві верстви від Жорнищ.

## Географія
Село Жорнище розташоване за 12 км на захід від центру громади Іллінці. Найближча залізнична станція — Немирів, яка розташована за 22 кілометри на південний захід від села. Навколишні поля дещо глинисті, але родючі.

## Назва
Назва села пов'язана з існуванням великого кар'єру, де добувався камінь для жорен (поблизу с. Лугова). Кар'єр розроблявся близько 1100 років з II ст. до н. е. по ХІ ст. н. е. включно. Жорна розвозились по всій Правобережній Україні і частково потрапляли на Лівобережну Україну.

## Історія
Територія тут була заселена здавна. Поблизу села зареєстровані пам'ятки археології:
- Трипільські поселення в урочищах Куряча та Галявина.
- Скіфські могильники, що складаються з багатьох курганів у Слободецькому лісі.
- Слов'янське поселення у ІІІ–ІХ ст. н. е. Галявина.
- Слов'янське городище Х–ХІ ст. н. е. Сухостави, відкрите П. І. Хавлюком.

Ймовірно, що село виникло десь у І половині XV століття. На той час територія теперішньої Київщини та Поділля, за відомостями Вінницької люстрації:
|  | В Жорновище (Жорнище) земли на 5 миль, людей нет, бобровые гоны и зверинные ловы, а ктобы пчелой стояти, або зверь ловити … тот повинен таку (себ-то старості) куницу дати. |

З цих слів видно, що недалеко від Вінниці простяглася на десятки миль (верств) зовсім незалюднена територія, яка давала всі можливості господарювати і користатися багатствами землі.
Саме в цей час в Україні відбувався швидкий розвиток феодального землеволодіння. Основою феодального способу виробництва була феодальна власність на землю — основний засіб виробництва. Отже, с. Жорнище виникає в епоху, коли відбувається швидкий процес розвитку феодального землеволодіння. Всюди виростали великі фільваркові господарства. Багато продукції цих господарств потрапляло на внутрішні і зовнішні ринки. Через село проходили два великих шляхи: державний тракт Липовець — Нижча Кропивна — Брацлав, і пізніше Іллінці — Немирів.
У 1583 р., після закінчення опіки, Жорнищі перейшли від Федора Олеши і його дружини Опросимії Дубицької у власність Магдалени Дубицької, дружини брацлавського підкоморія Лавріна Пісочинського.
Цей край декілька століть перебував під владою Польсько-Литовської держави, потім Польщі (після Переяславської ради 8 січня 1654 р. територія Поділля, і зокрема Жорнище, залишилось під владою польської шляхти аж до 1793 року).
Чимало героїчних сторінок в історії визволення українського народу проти польської шляхти 1640—1654 рр. вписали козаки Жорницької сотні — однієї з найчисельнішої в Кальницькому полку. В Жорнищах у той час проживало 6500 жителів. Цей населений пункт був чи не найбільшим у Брацлавському воєводстві.
В 1675 р. польські війська під проводом польського короля Яна ІІІ Собеського вели бої за Жорнище проти загонів українського гетьмана Петра Дорошенка. Протягом XVIII століття Жорнище, як сотенне містечко Кальницького полку, було значним військовим укріпленням, за яке часто точилися запеклі бої.
Після другого поділу Речі Посполитої в 1793 році Правобережна Україна ввійшла до складу Росії. У 1875 році маєтком у містечку Жорнище володіли поміщики Антоній Вислоцький, Маріена Хлопицька. Наказом від 27 серпня 1879 року створена Київська губернія, у яку увійшли повіти, розташовані на правому березі Дніпра. Містечко Жорнище увійшло до Липовецького повіту Київської губернії. Через Жорнище проходив Білоруський великий поштовий тракт із Санкт-Петербурга до Одеси. Жорнище — остання станція Київської губернії. Це сприяло розвитку ремісництва, садівництва, городництва. Раз у два тижні у неділю тут збиралися великі ярмарки.
1864 року, за описом Лаврентія Похилевича, містечко належало 20 різним дрібним власникам, у ньому мешкало 1472 православних, 1150 юдеїв, 59 римо-католиків. 1753 року коштом Юлії Струтинської побудовано дерев'яну Михайлівську церкву. У 1835 році ліквідовано римо-католицький реформатський монастир, а кам'яну монастирську церкву переоблаштовано на московську православну, у 1849 її капітально відремонтовано.
Станом на 1885 рік у колишньому власницькому містечку, центрі Жорницької волості Липовецького повіту Київської губернії, мешкало 1300 осіб, налічувалось 183 дворових господарства, була православна церква, синагога, єврейський молитовний будинок, школа, чотири постоялі двори, вісім постоялих будинків, шість лавок, водяний млин і винокурний завод, щоп'ятниці відбувались базари і через два тижні — ярмарки. За десять верст — сільськогосподарський механічний завод. Через село, по дорозі до Кам'янця-Подільського, проїжджав Тарас Шевченко. Зупинявся у Жорнищі, пив воду із криниці, яка і дотепер є в центрі села. Цю криницю називають Шевченковою.
За переписом 1897 року кількість мешканців зросла до 3518 осіб (1718 чоловічої статі та 1800 — жіночої), з яких 2385 — православної віри, 1040 — юдейської.
На початку ХХ століття в Жорнищах була православна церква, синагога, однокласна міністерська школа, вісім кузень, чотири водяні млини.
В січні 1918 року в селі було встановлено владу більшовиків. Жителі села сприйняли це по-різному.
В 1918 році в Жорнищі діяв фельдшерський пункт, а в 1921 році на його базі була організована лікарня. На початку 20-х років в селі була відкрита школа з п'ятирічним строком навчання, а в 1927 році був перший випуск семирічки. В Жорнищах існувала єврейська трудова школа, у якій навчалось 95 учнів. В селі був клуб, який тоді називався сільбудом. У 1926 році селяни об'єднались в «Товариство спільного обробітку землі», а в 1929 році жорнищани створили колгосп. Його першим головою став Венедикт Савович Притула.
Під час проведеного радянською владою Голодомору 1932—1933 років померло щонайменше 677 жителів села. Кількість жертв серед етнічних українців ще й досі остаточно не підраховано, тому що люди вмирали цілими родинами і навіть цілими селами. Але, за свідченнями старожилів, ні одна єврейська родина, яких на той час дуже багато мешкало у Жорнищах, жодним чином не постраждала. Вже в роки незалежності при в'їзді в село було відкрито пам'ятник жертвам Голодомору.
Вже в липні 1941 року Жорнище було зайняте німецькими військами. Гітлерівці зруйнували синагогу, єврейську школу, пограбували багате єврейське майно. Окремі мешканці села як могли допомагали радянським партизанам, що переховувалися в навколишніх лісах. В березні 1944 року Жорнище було визволено. На фронтах війни воювало 360 мешканців села, але додому повернулося лише 165.
1 вересня 1944 року почався новий навчальний рік у сільській неповній середній школі. Учнів було 335 дітей, їх навчали 13 вчителів, що говорить про значно менші втрати місцевого населення в роки німецької окупації, ніж під час Сталінського голодомору. В школі була також бібліотека, яка нараховувала 40 книжок для позакласного читання учнів.
12 червня 2020 року, відповідно до Розпорядження Кабінету Міністрів України № 707-р «Про визначення адміністративних центрів та затвердження територій територіальних громад Вінницької області», увійшло до складу Іллінецької міської громади.
19 липня 2020 року, в результаті адміністративно-територіальної реформи та ліквідації Іллінецького району, село увійшло до складу Вінницького району.

## Символіка
Затверджена 18 липня 2018 р. рішенням № 646 XXXIV сесії міської ради VIII скликання. Автори — О. Є. Тищик, К. М. Богатов, В. М. Напиткін.

### Герб
У золотому щиті зі срібної бази, вирубаної ступінчасто, виходить червоне увігнуте вкорочене вістря, увінчане червоною чотирипроменевою зіркою. На вістрі золотий горщик; по боках над вістрям здійняті дві червоні козацькі шаблі. Герб вписаний у золотий декоративний картуш і увінчаний золотою сільською короною. Під картушем — напис «ЖОРНИЩЕ».
Вирубана база символізує кар'єр, у якому видобували камінь для виготовлення жорен (герб є промовистим). Козацькі шаблі символізують історичне минуле як сотенного містечка Кальницького полку, горщик — символ гончарства, а також відомого майстра керамічної скульптури О. Ганжі. Вістря з зіркою (стилізований зліт ракети) — знак перебування в селі винахідника реактивного двигуна М. Кибальчича.

### Прапор
Квадратне полотнище, розділене горизонтально вирубано ступінчасто на жовту і білу смуги. З нижньої смуги виходить увігнуте вкорочене вістря, увінчане червоною чотирипроменевою зіркою. На вістрі жовтий горщик; по боках над вістрям здійняті дві червоні козацькі шаблі.

## Відомі люди

### Народилися
- Емма Бабчук (нар. 1942) — українська журналістка, публіцист.
- Іван Бойко (1910—1975) — двічі Герой Радянського Союзу.
- Олександр Ганжа (1905—1982) — український майстер художньої кераміки.
- Петро Ганжа (нар. 1939) — член Національної спілки художників України, скульптор.
- Степан Ганжа (нар. 1942) — Заслужений майстер народної творчості України, майстер килимарства.
- Тамара Хрущ (нар. 1949) — українська журналістка.
- Олег Вапельник (1981—2023) — учасник російсько-української війни.

### Пов'язані із селом
- Серед перших вчителів у середній школі був колишній фронтовик — Г. П. Бурмістренко. В лютому 1943 року беручи участь у боях під Ленінградом, був поранений, втратив обидві ноги; нагороджений Орденом Червоної Зірки, медалями за бойові заслуги.
- Аврахам Висоцький — письменник[8]
- Мельничук Станіслав Тимофійович — приват-професор кафедри монументально-декоративної скульптури Львівської національної академії мистецтв.

## Галерея

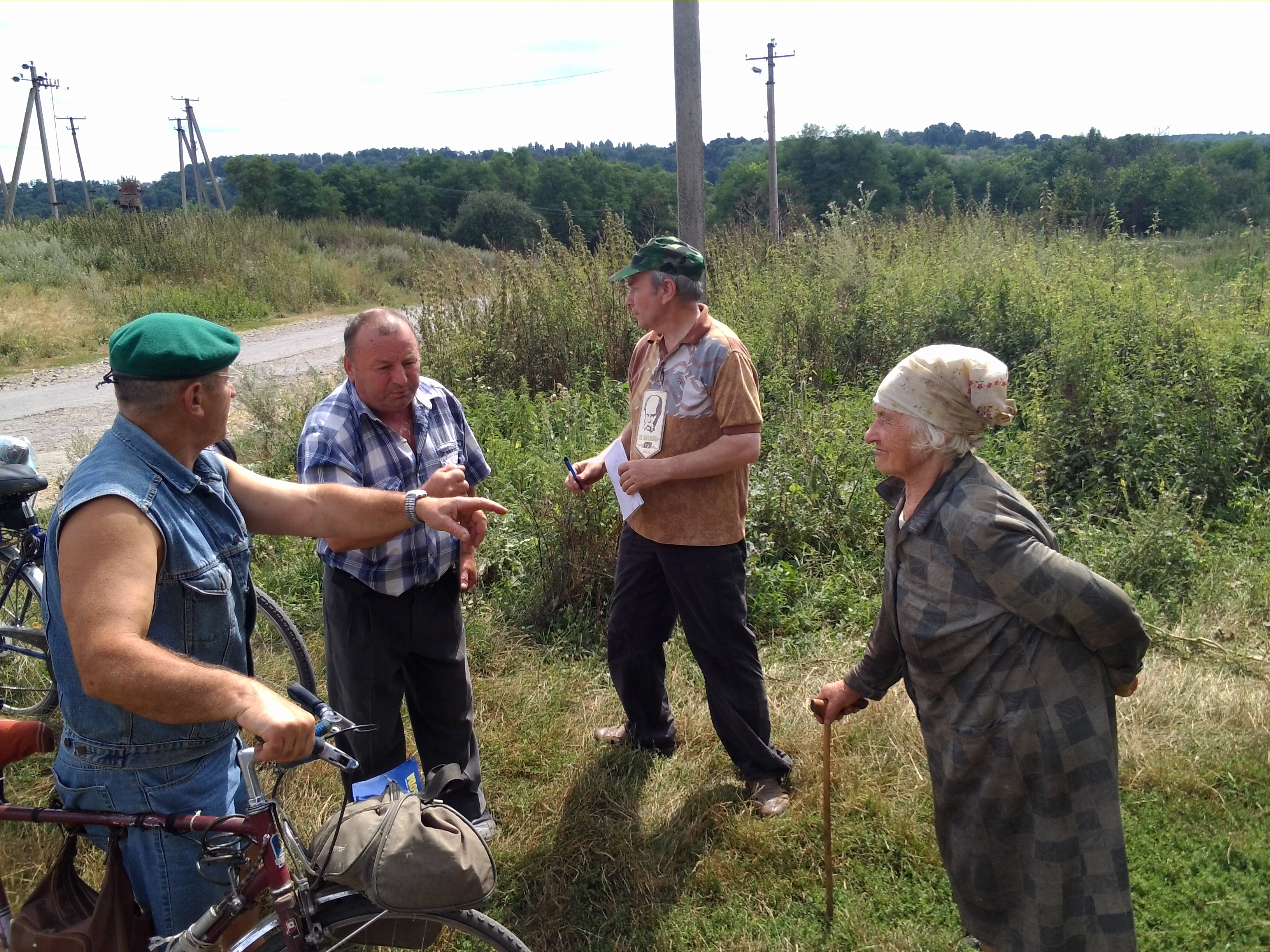
Під час розмови з місцевою жителькою
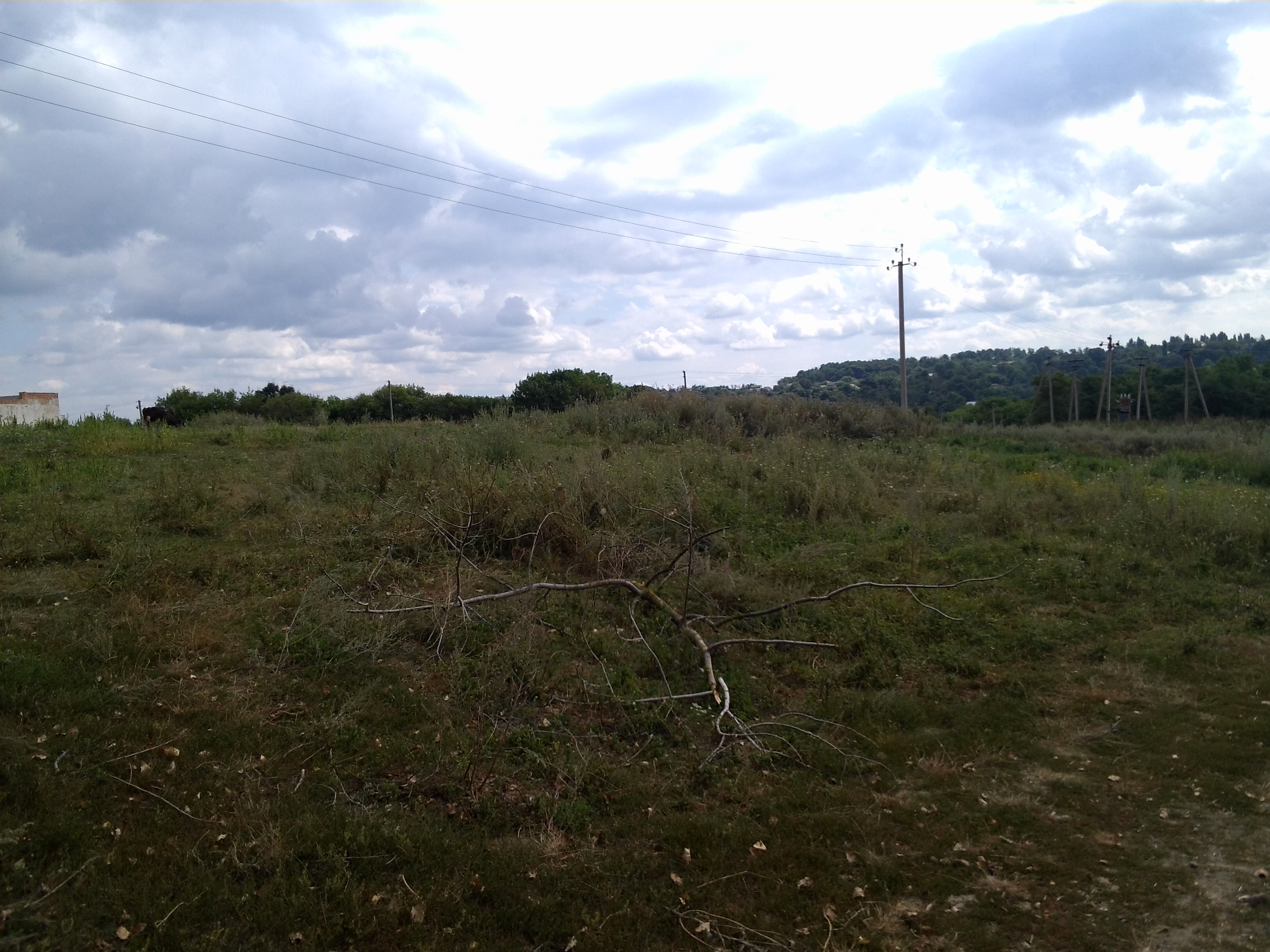
На цьому місці було поселення євреїв
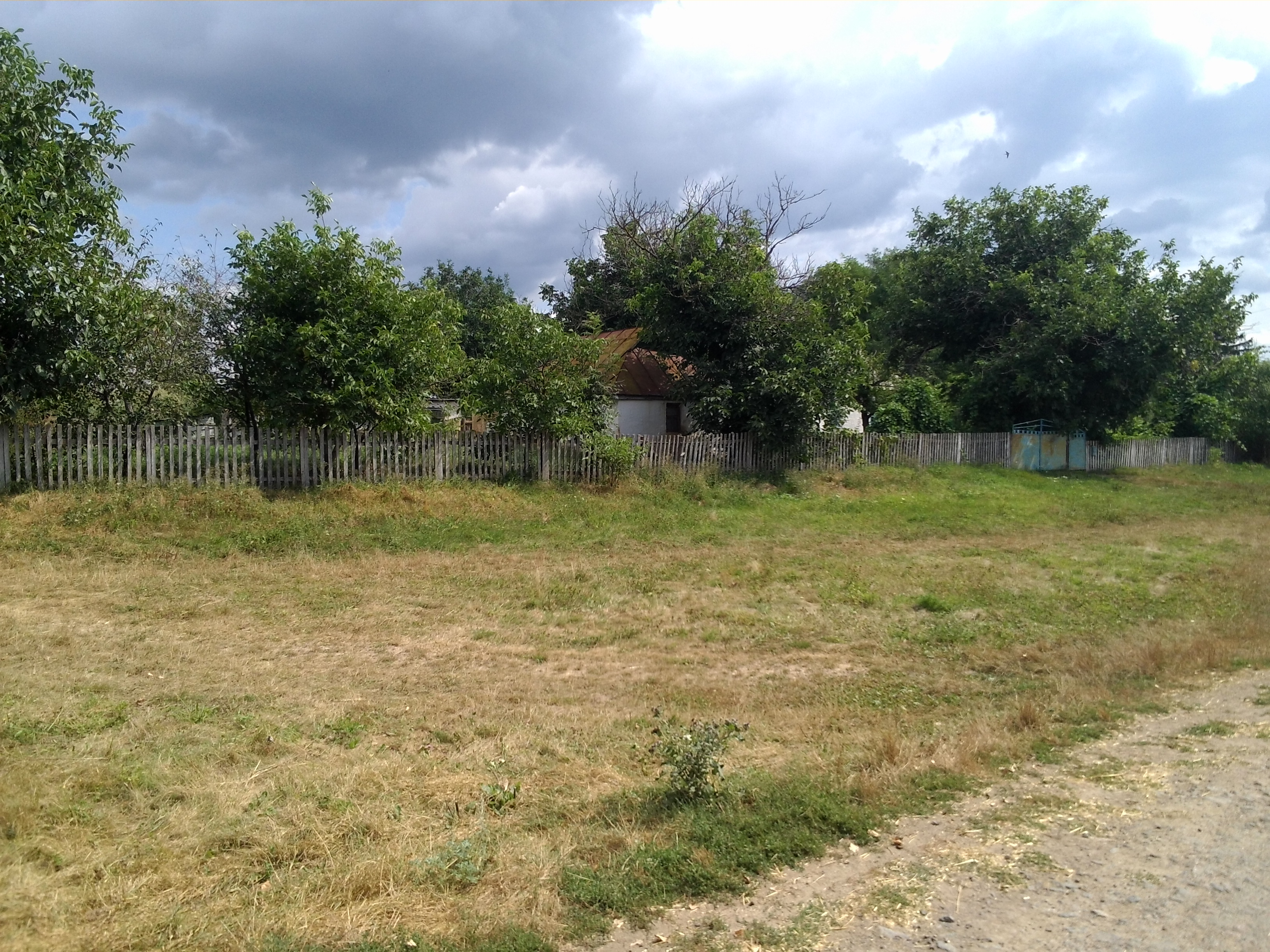
Хати на краю села
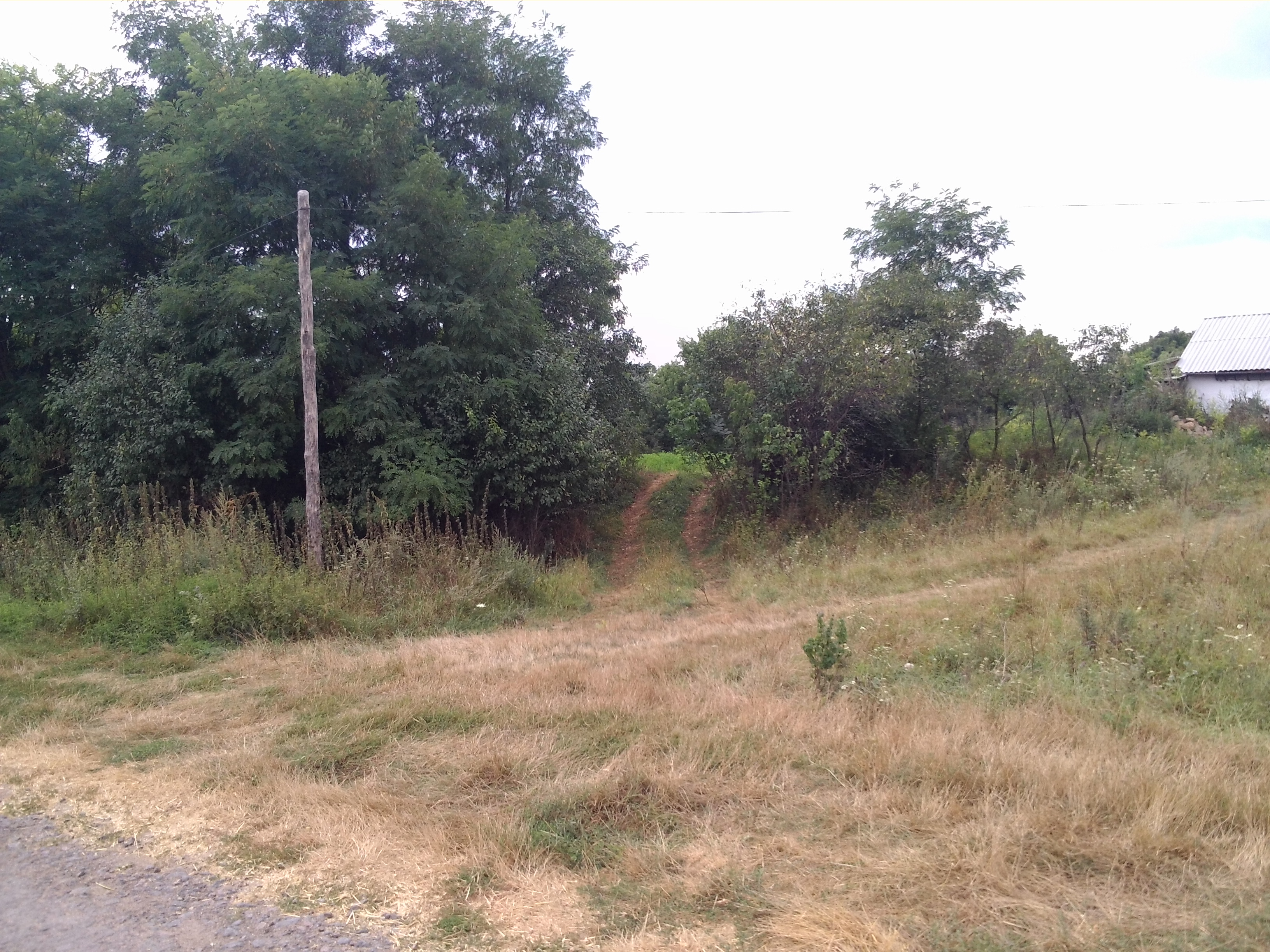
Місце, де була розташована поштова станція
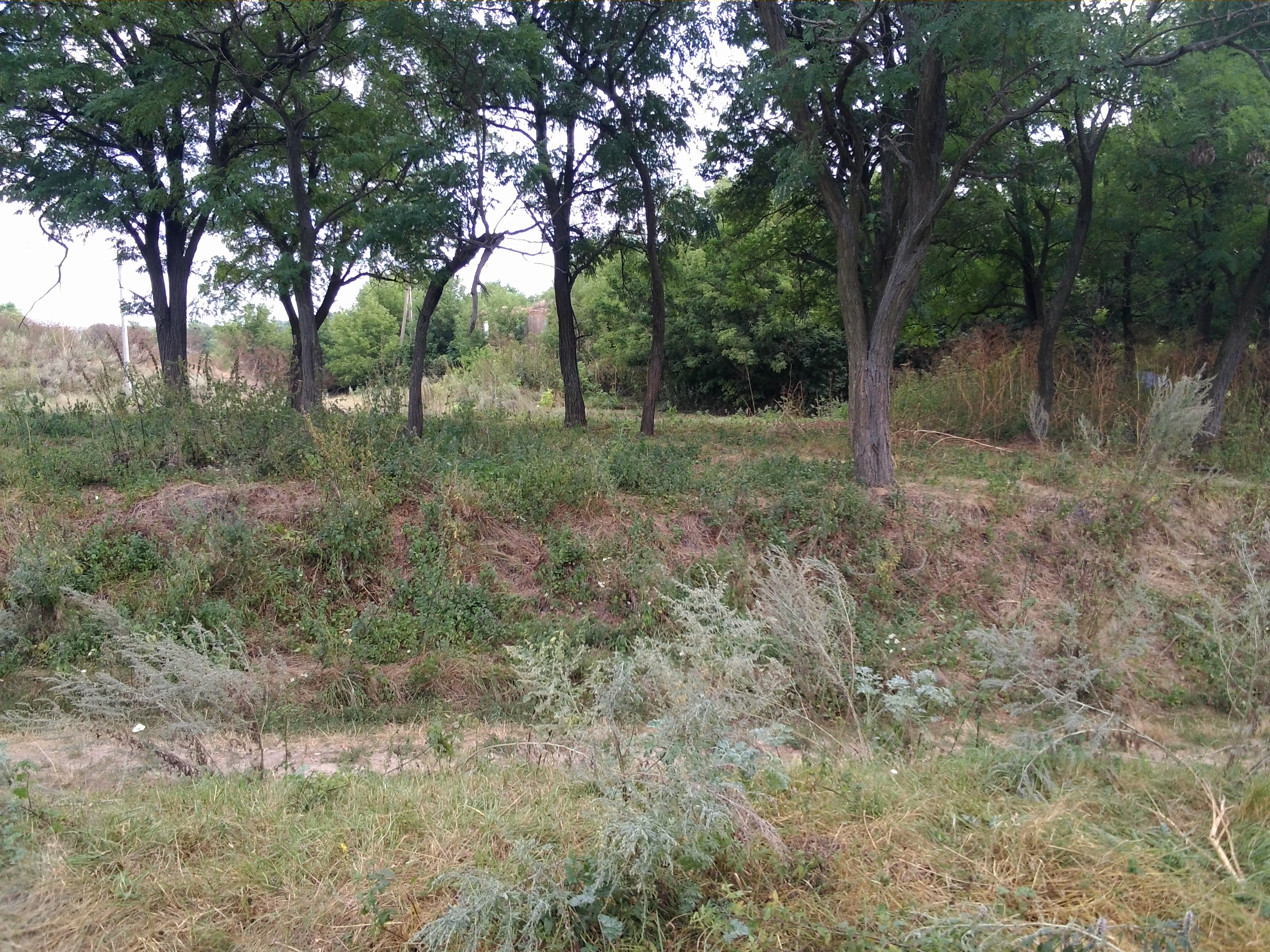
Вид на руїни колишньої синагоги
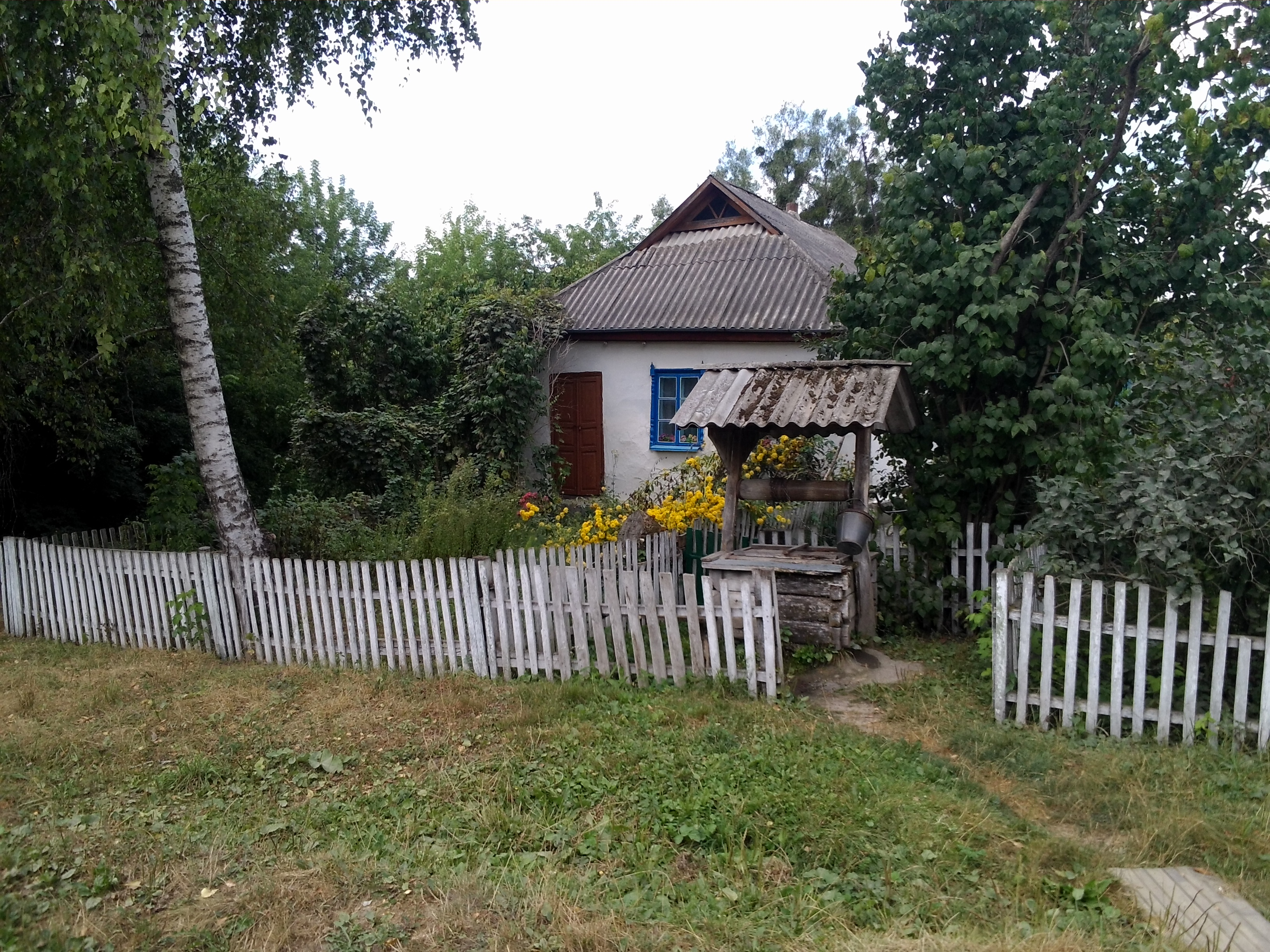
Сільська садиба
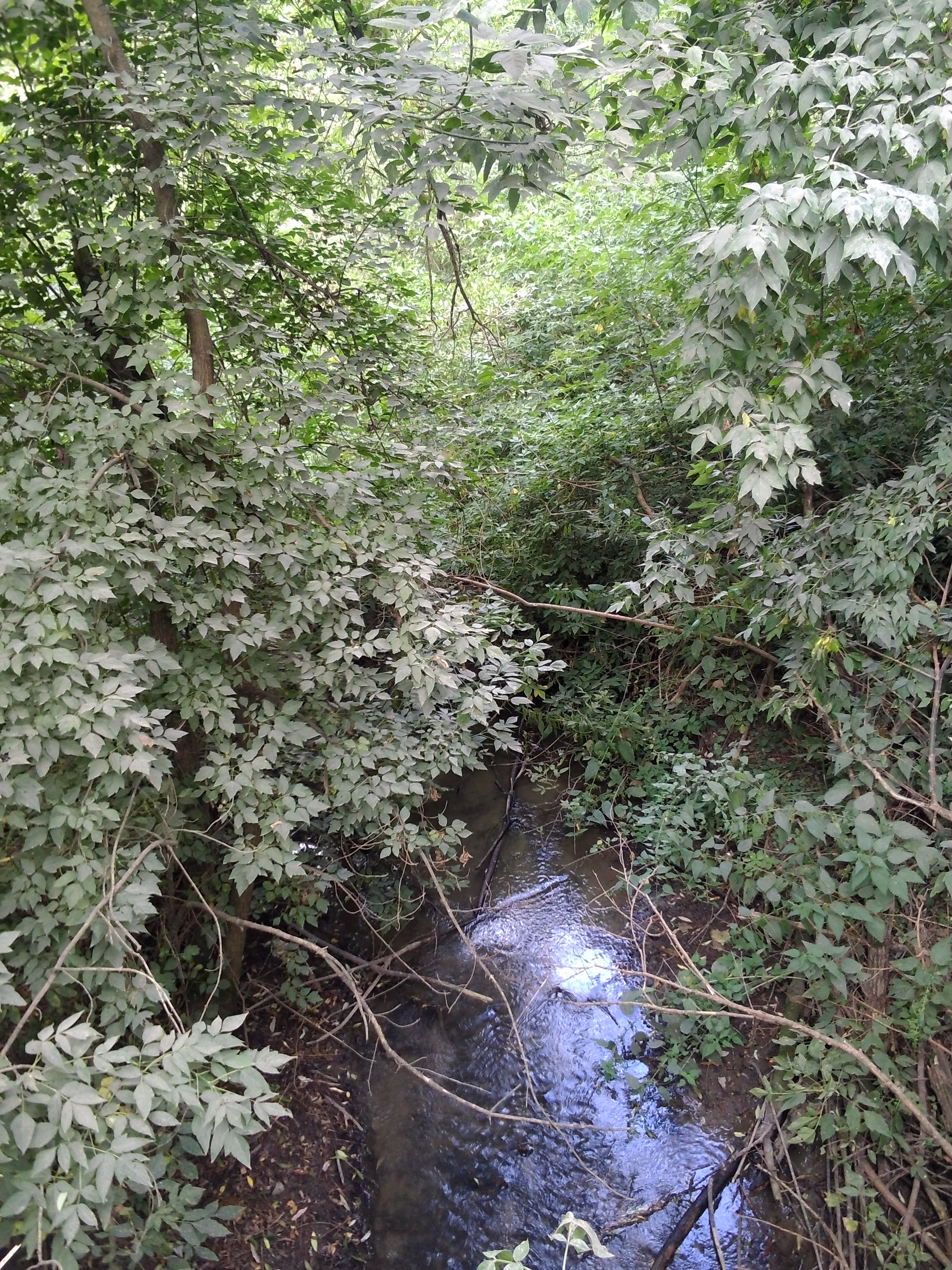
Річка
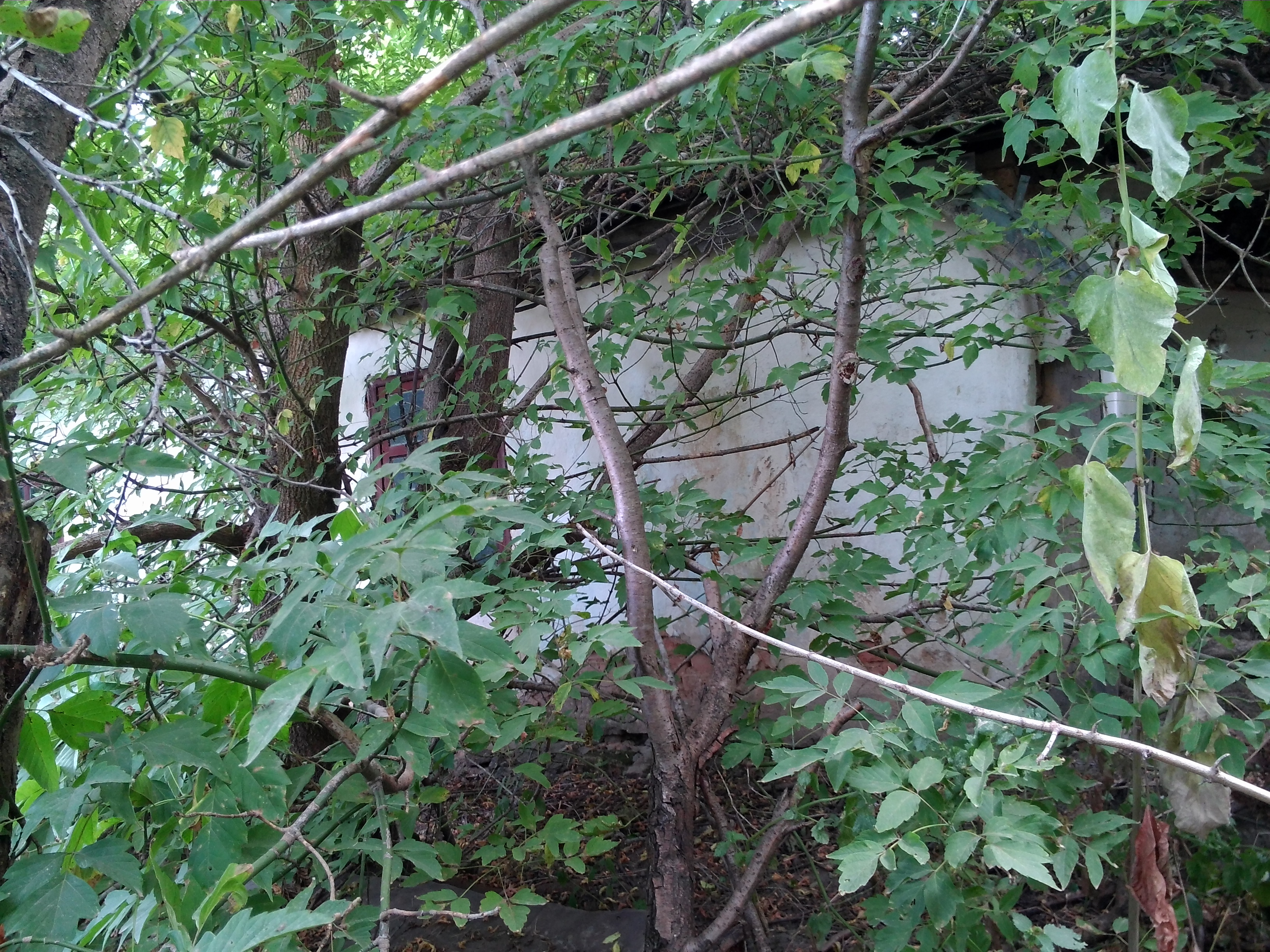
Покинута хата
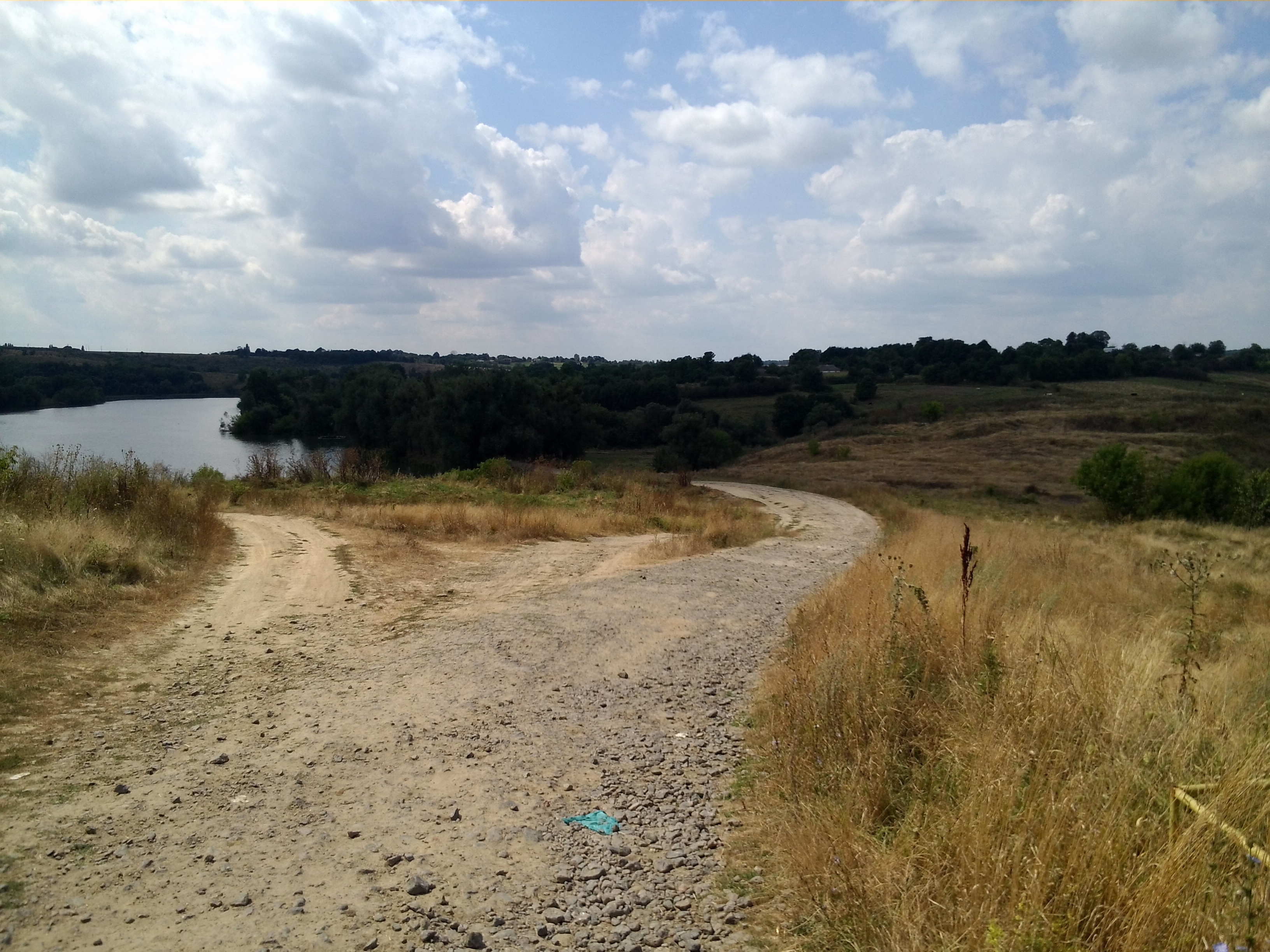
Краєвид
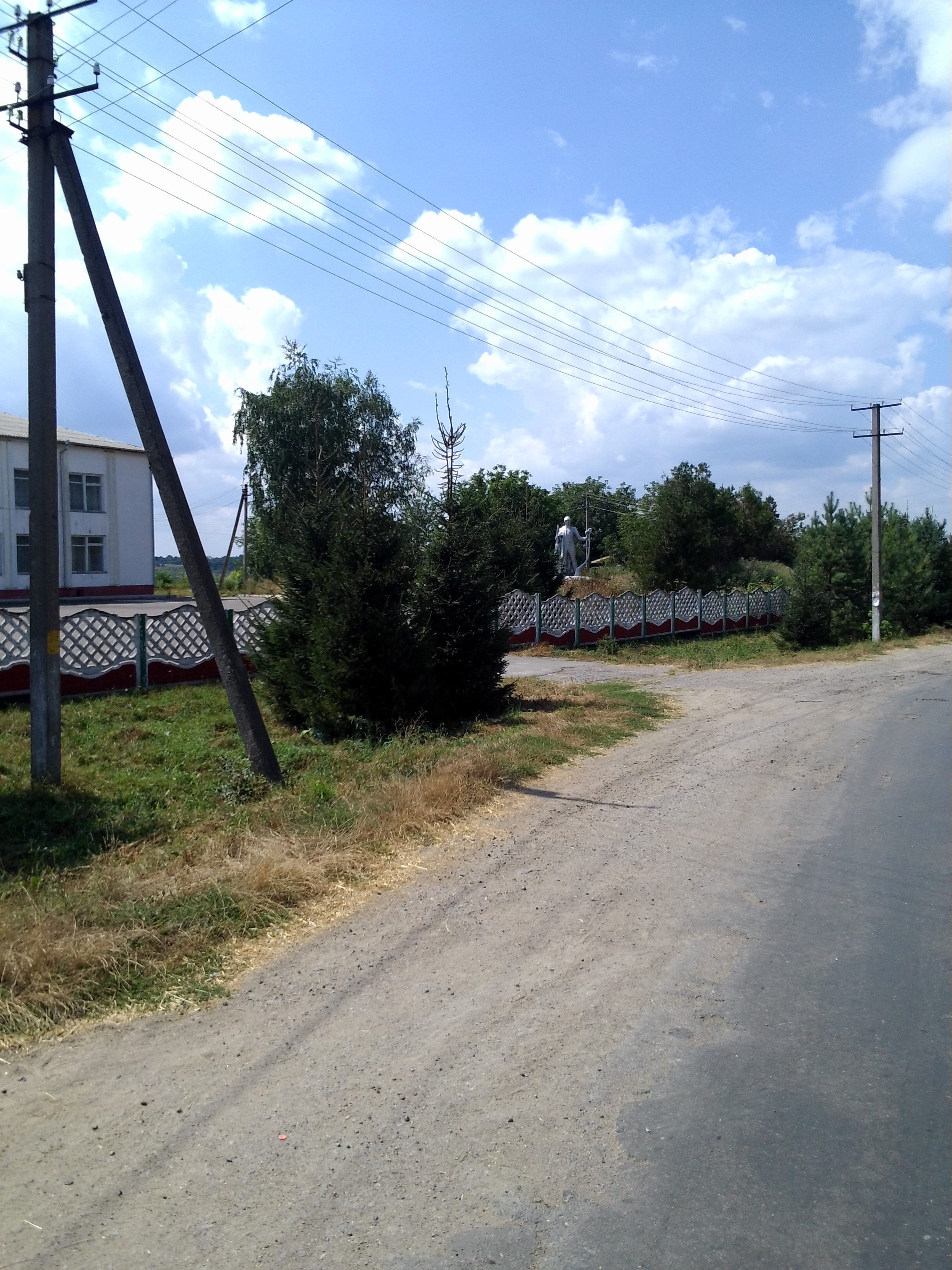
Пам'ятник воїнам-односельчанам
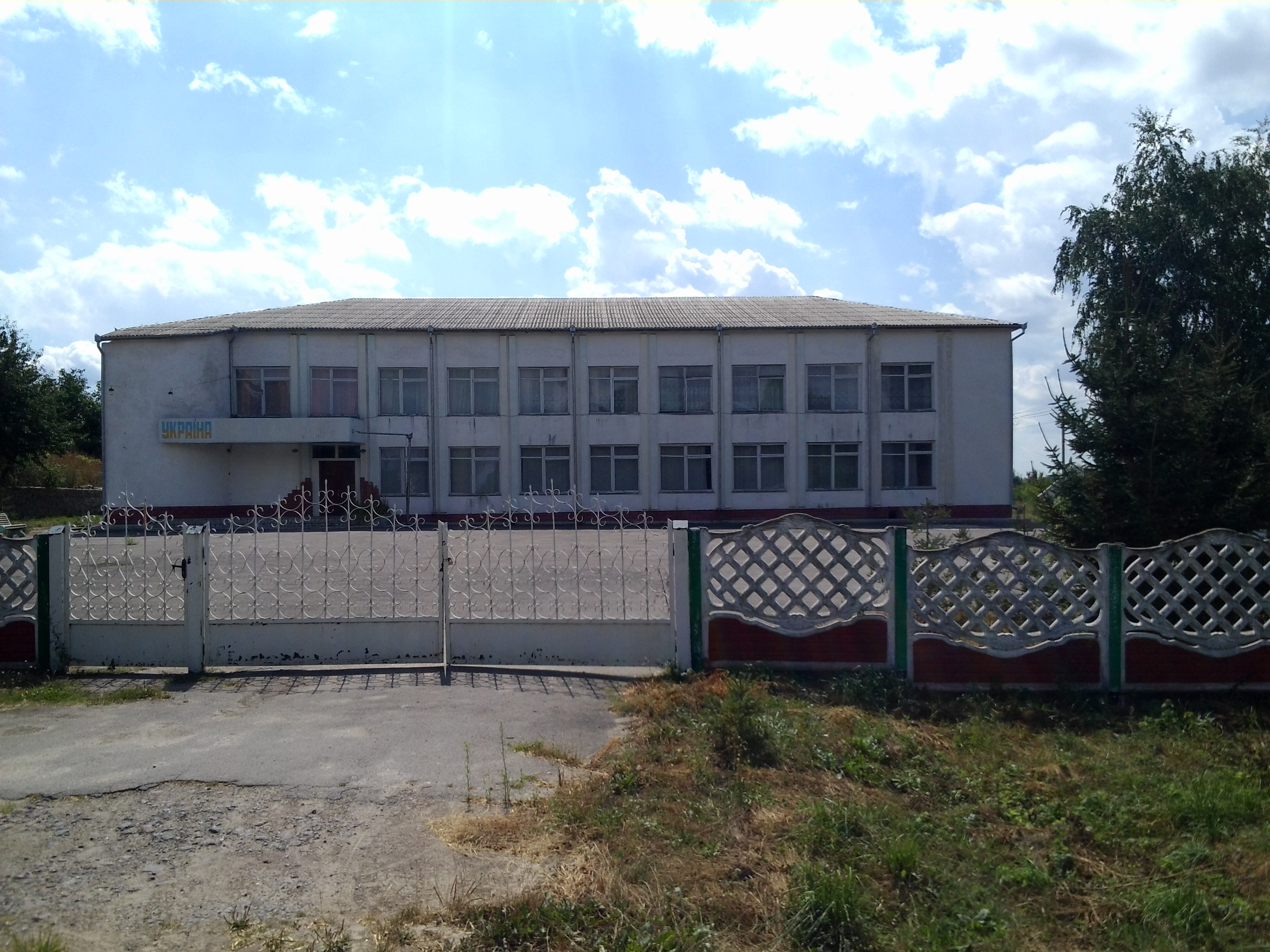
Будинок культури
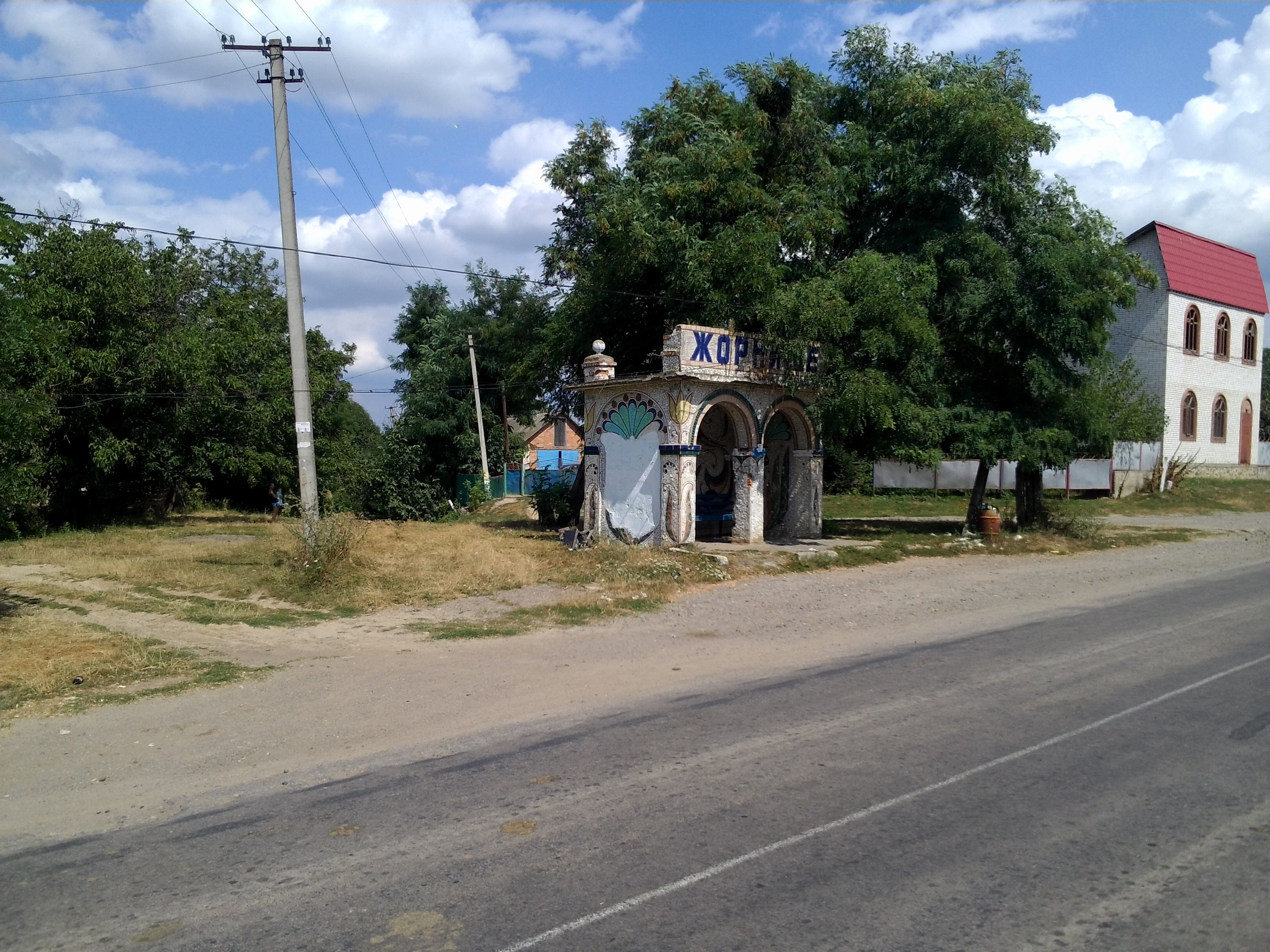
Автобусна зупинка
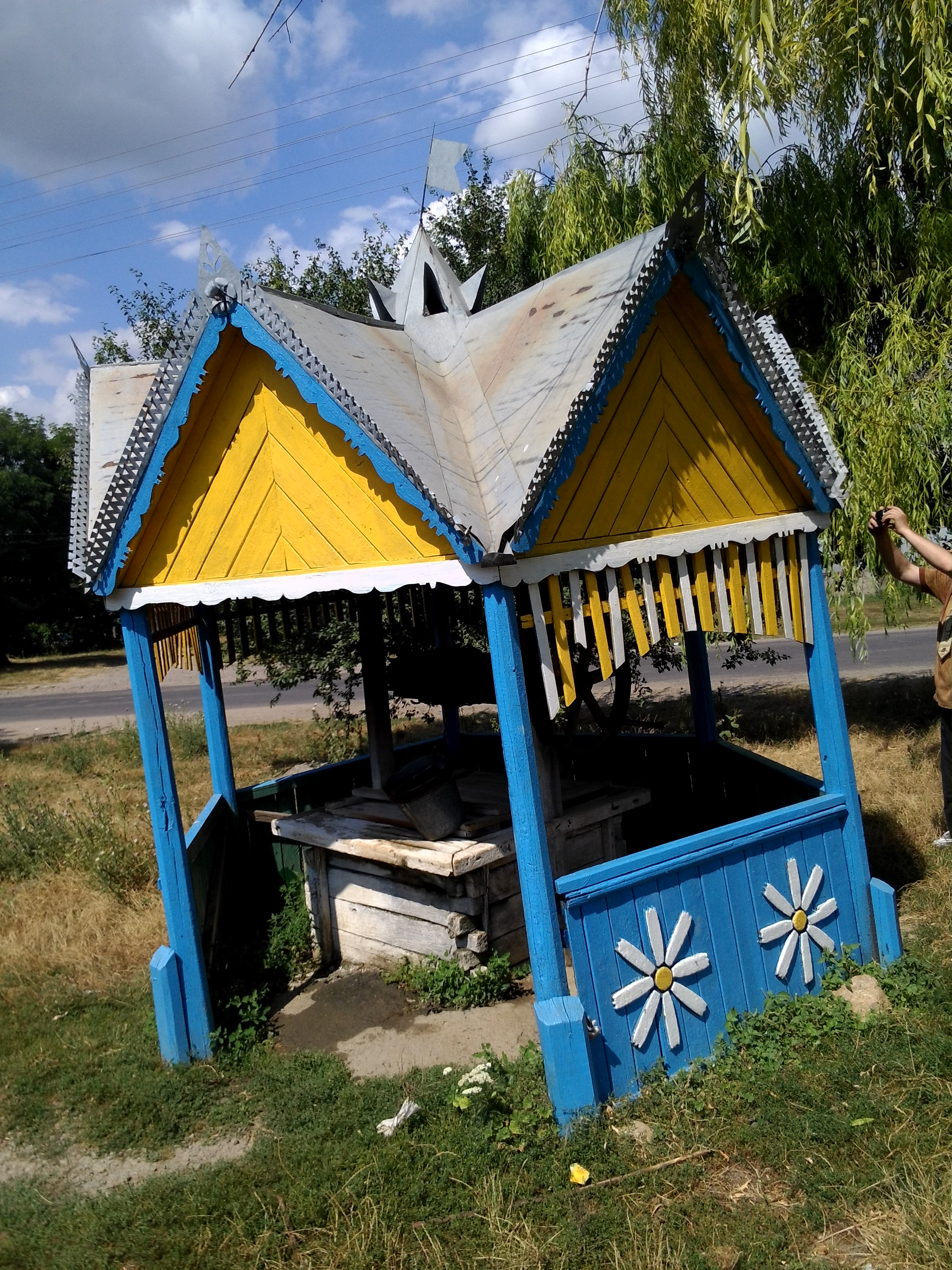
Шевченкова криниця
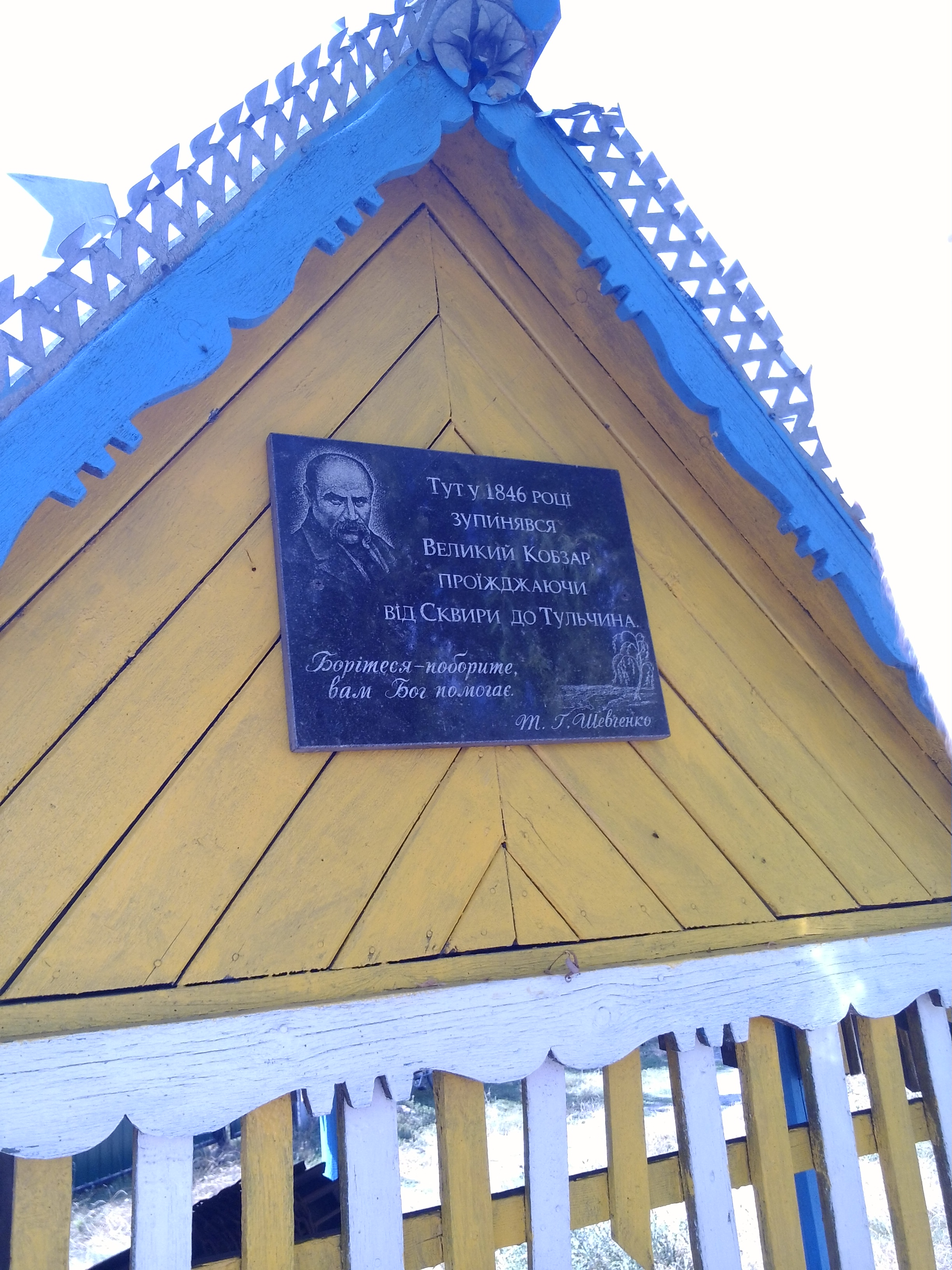
Шевченкова криниця
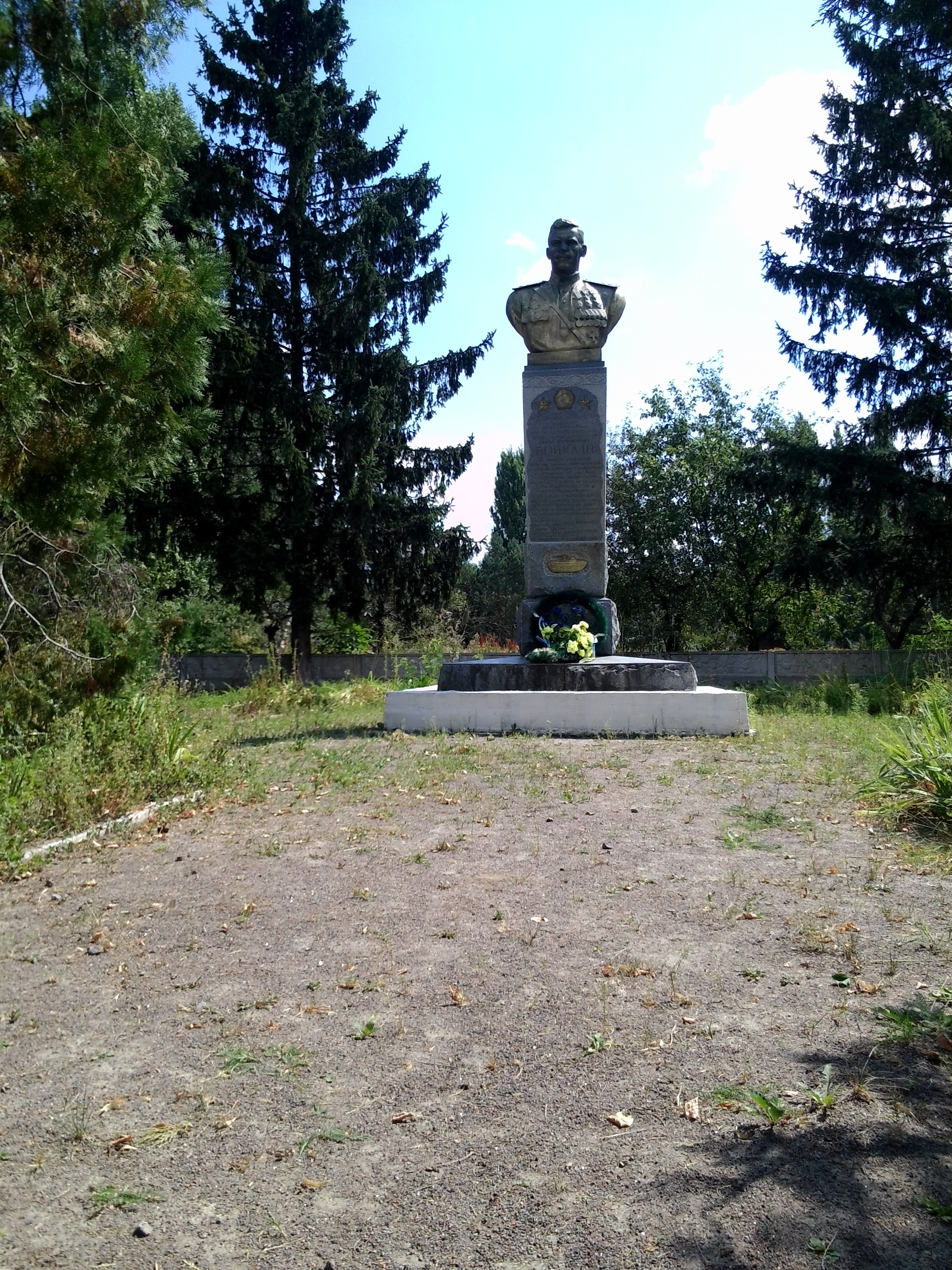
Бюст двічі Героя Радянського Союзу І.Н. Бойка
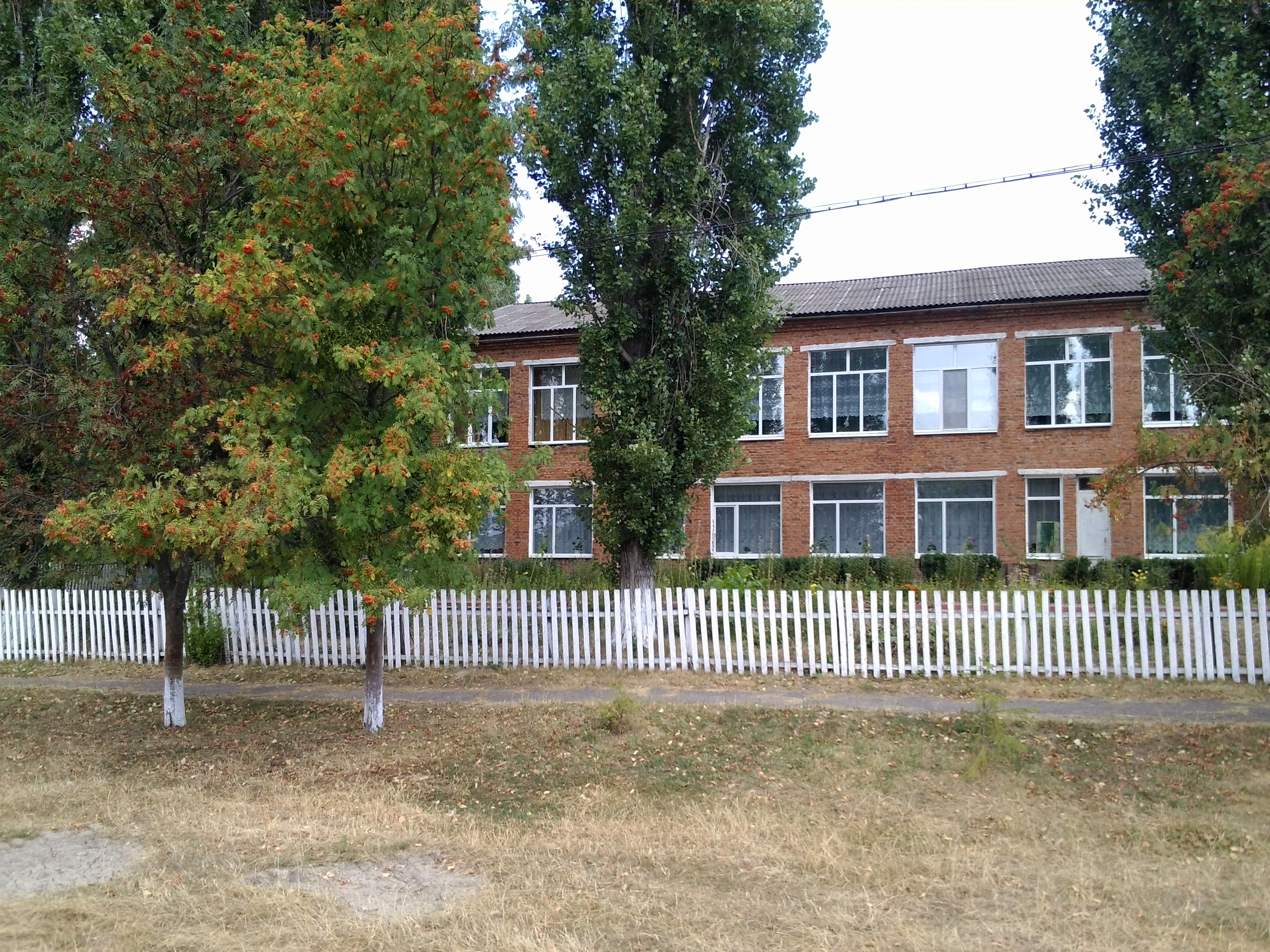
Школа
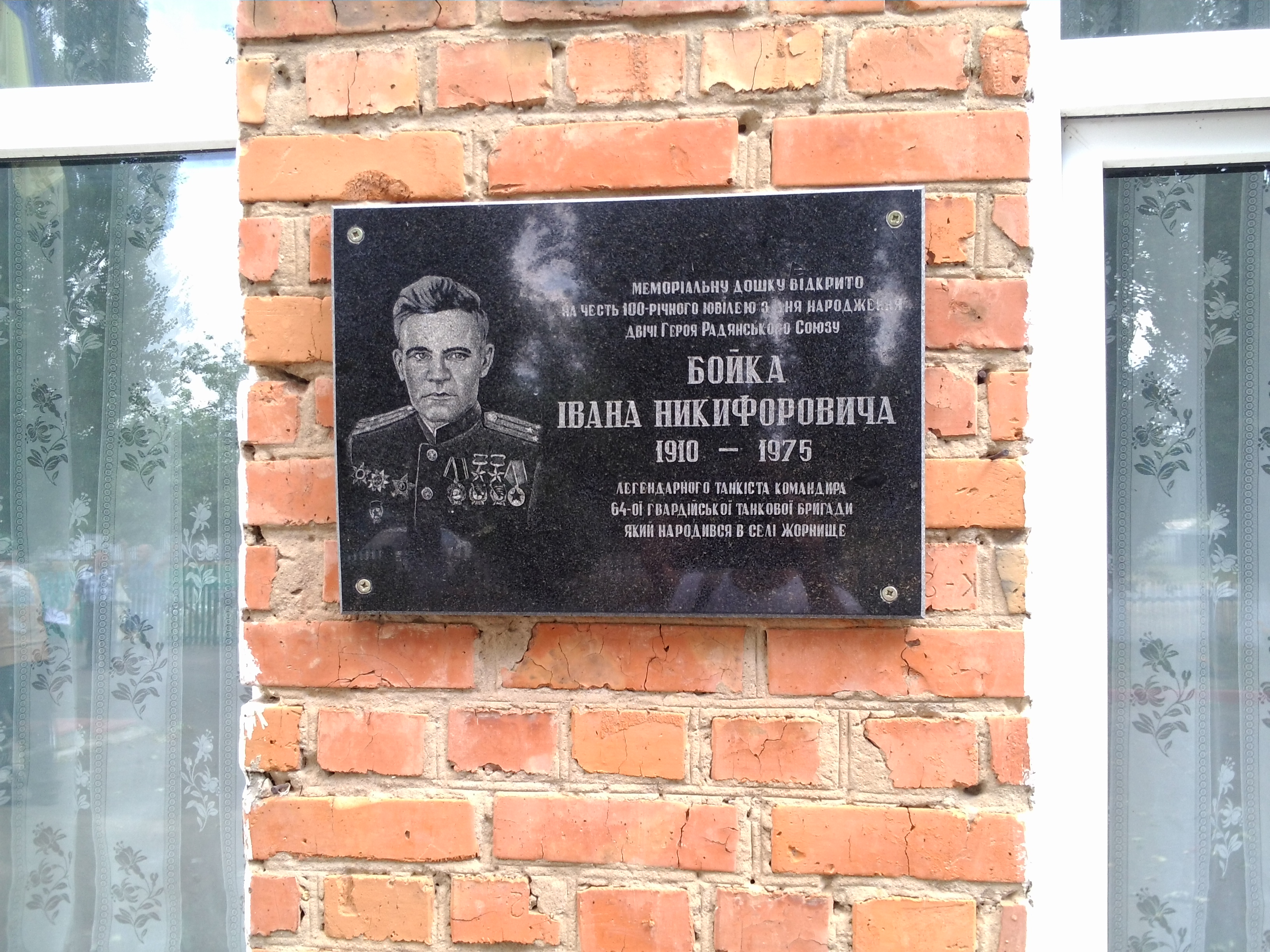
Меморіальна дошка на школі
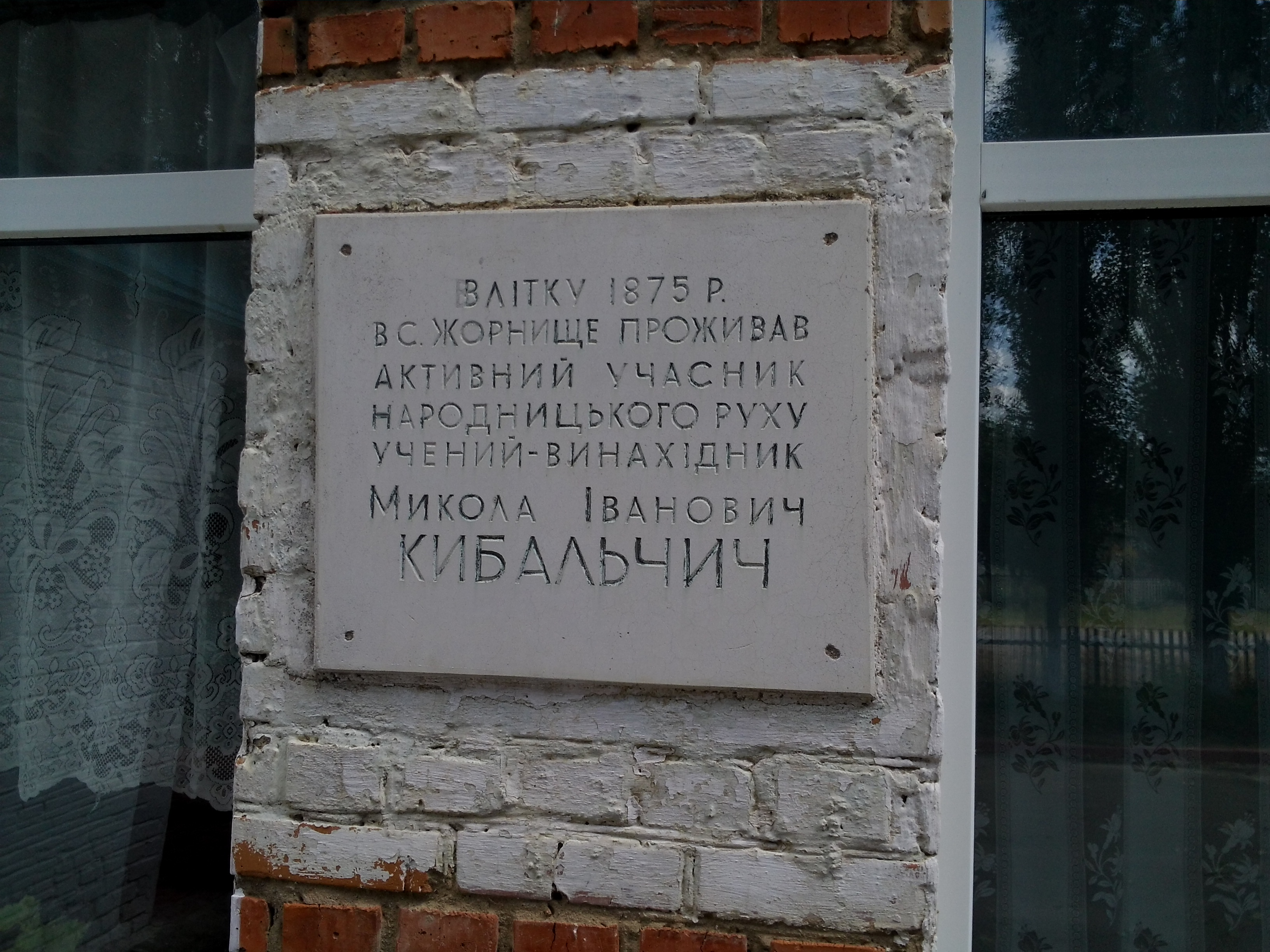
Меморіальна дошка на школі
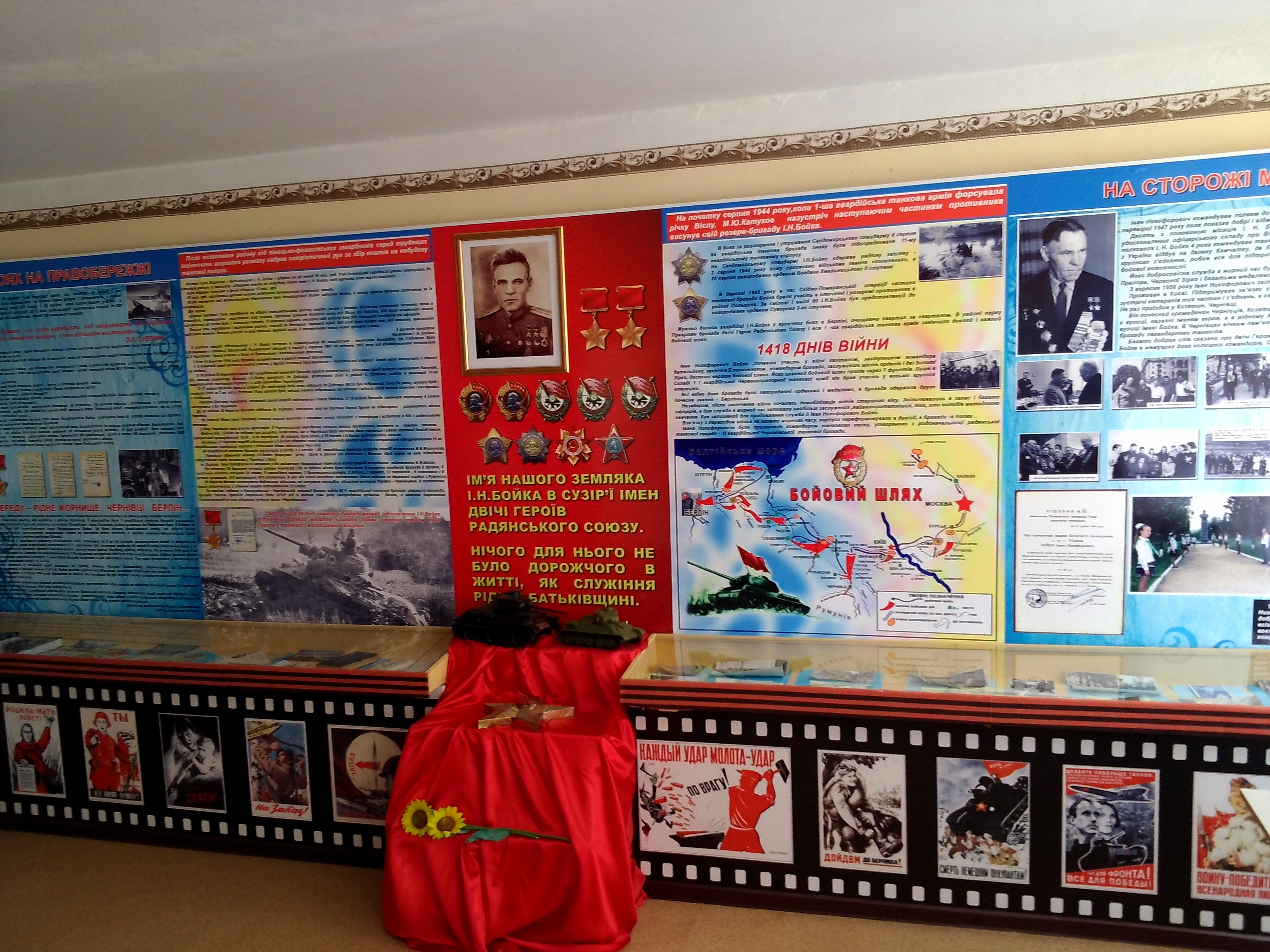
Шкільний музей
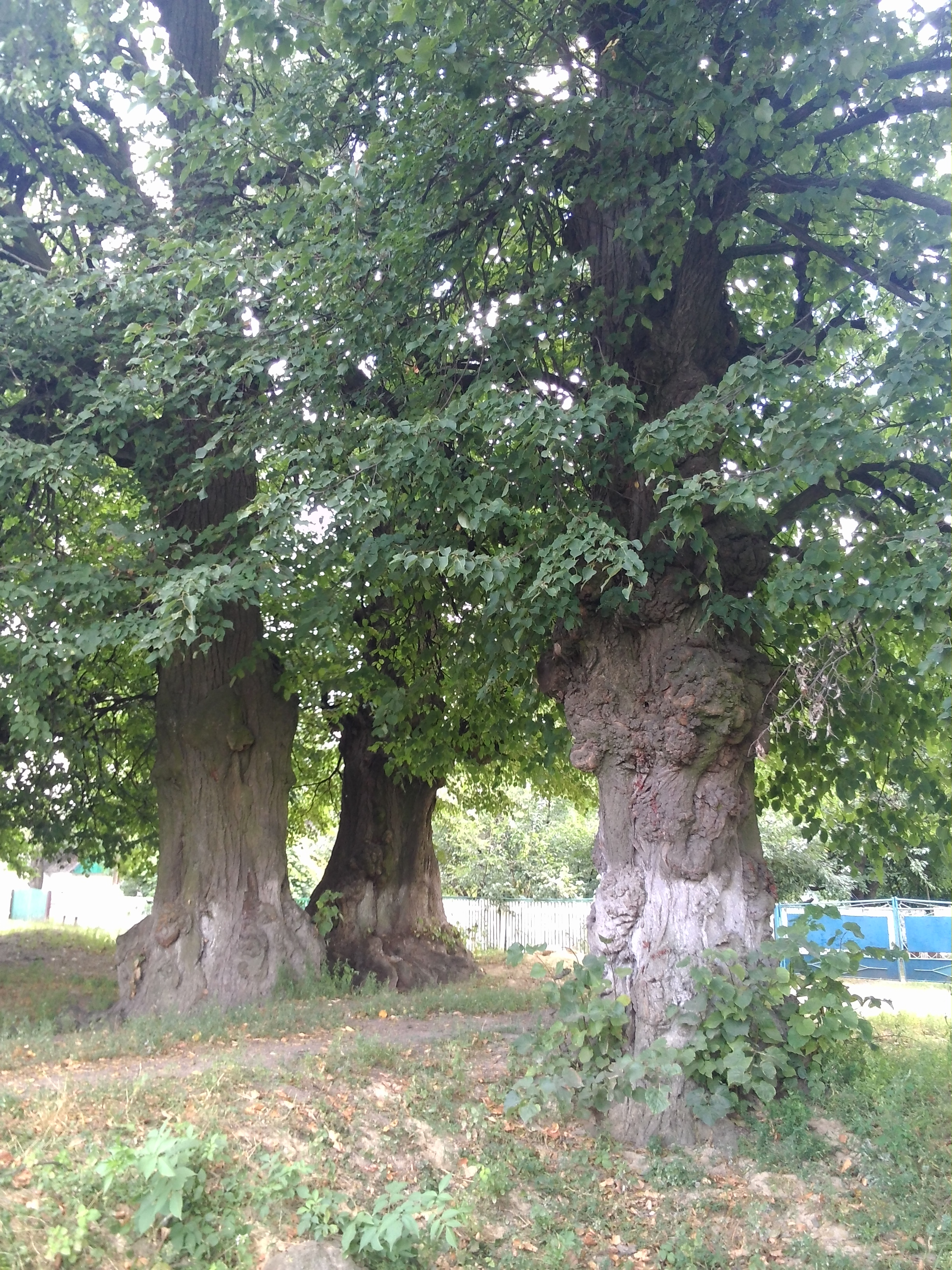
Вікові липи
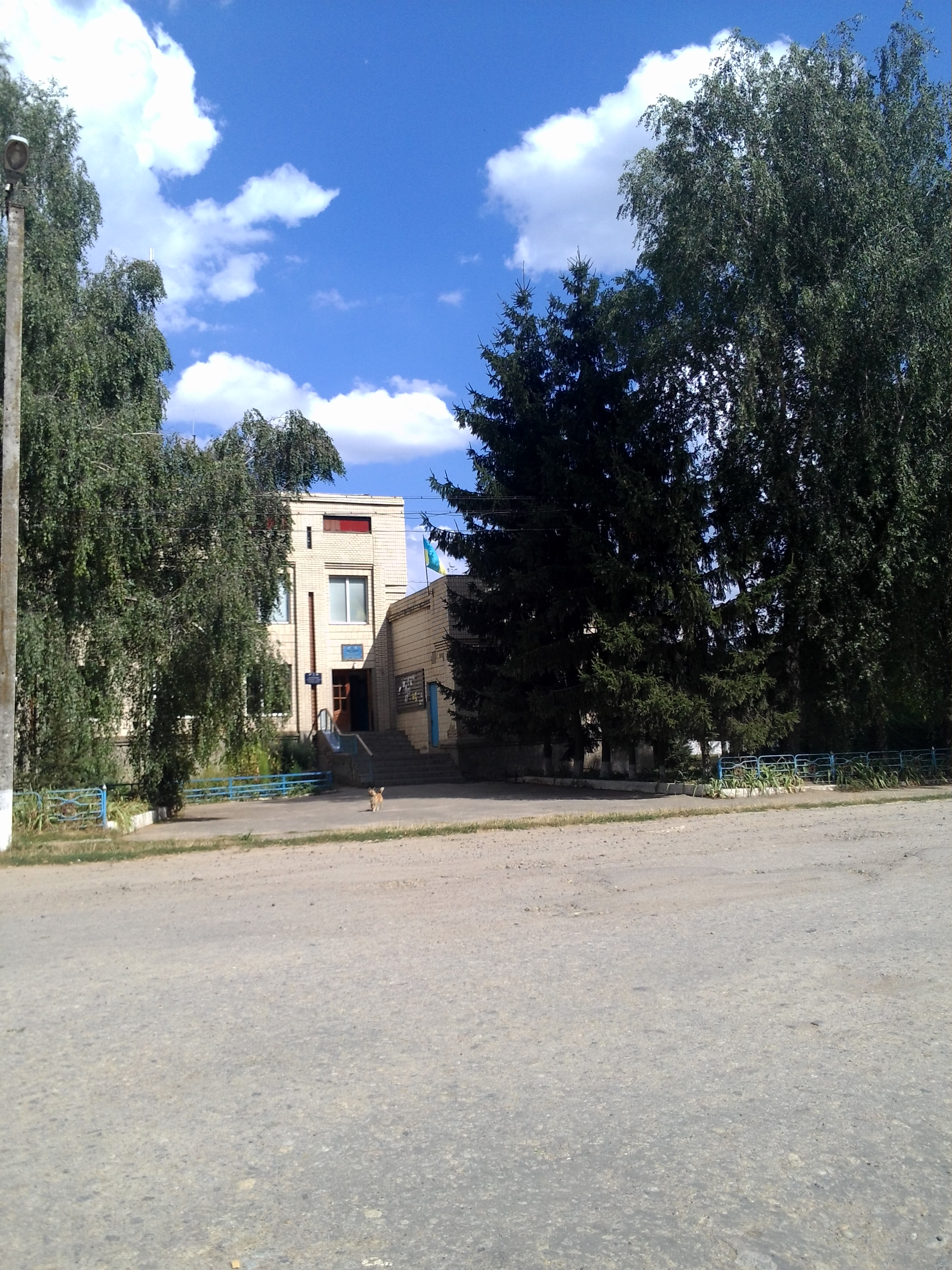
Сільська рада
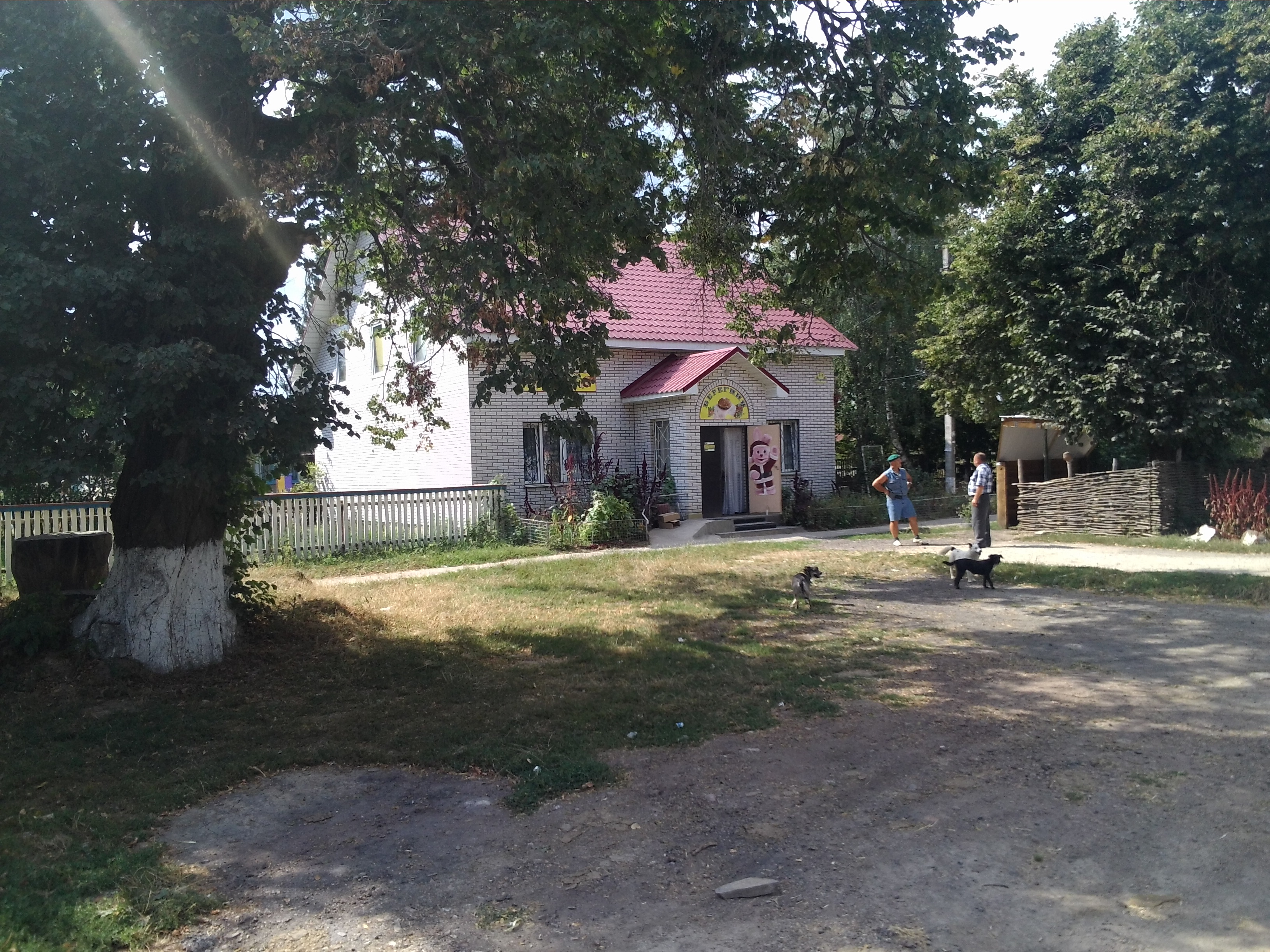
Магазин